# 가야중학교
가야중학교(伽倻中學校)는 대한민국 경상남도 김해시 내동에 있는 공립 중학교이다.

## 학교 연혁
- 2002년 3월 1일 : 가야중학교 설립인가
- 2002년 3월 1일 : 가야중학교 개교(11학급)
- 2022년 9월 1일 : 제11대 추행옥 교장 취임
- 2023년 2월 10일 : 제19회 졸업 242명(총 6,359명)
- 2023년 3월 2일 : 제22회 입학 201명(8학급)

## 참고 자료
- 가야중학교 - 한국교육학술정보원 학교알리미